# برای ۱ لحظه در زندگی
«برای ۱ لحظه در زندگی» تک‌آهنگی از هنرمند اهل ترینیداد و توباگو نیکی میناژ، دریک است که در سال ۲۰۱۰ میلادی منتشر شد. این تک‌آهنگ در آلبوم جمعه صورتی قرار داشت.
این تک‌آهنگ در چارت‌های، در رتبه اول و در چارت‌های، جزو ده ترانه اول قرار گرفت.